# Acabanga nigrohumeralis
Acabanga nigrohumeralis är en skalbaggsart som först beskrevs av Friedrich F. Tippmann 1960.  Acabanga nigrohumeralis ingår i släktet Acabanga och familjen långhorningar. Inga underarter finns listade i Catalogue of Life.